# Väike-Õismäe

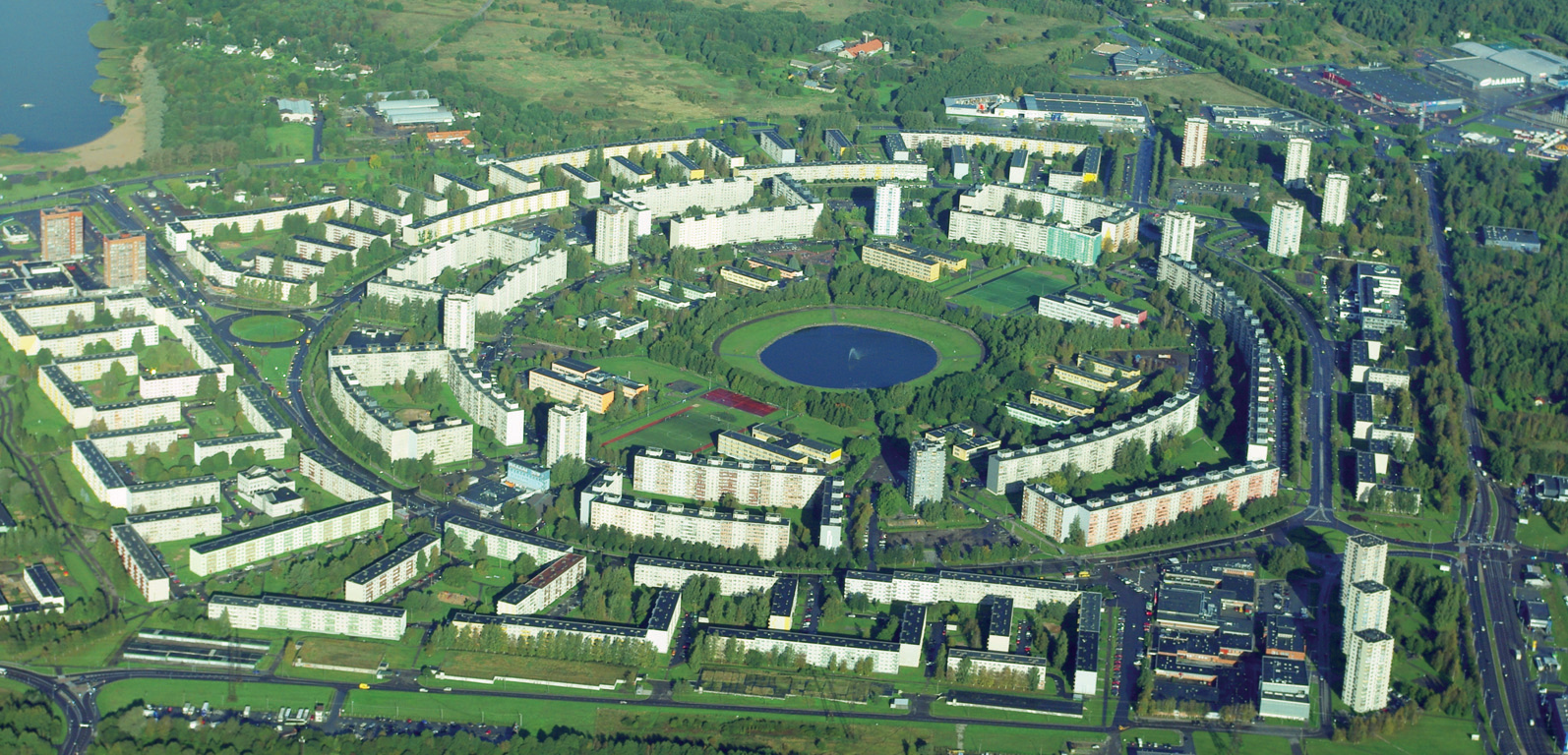
Väike-Õismäe sett från luften.

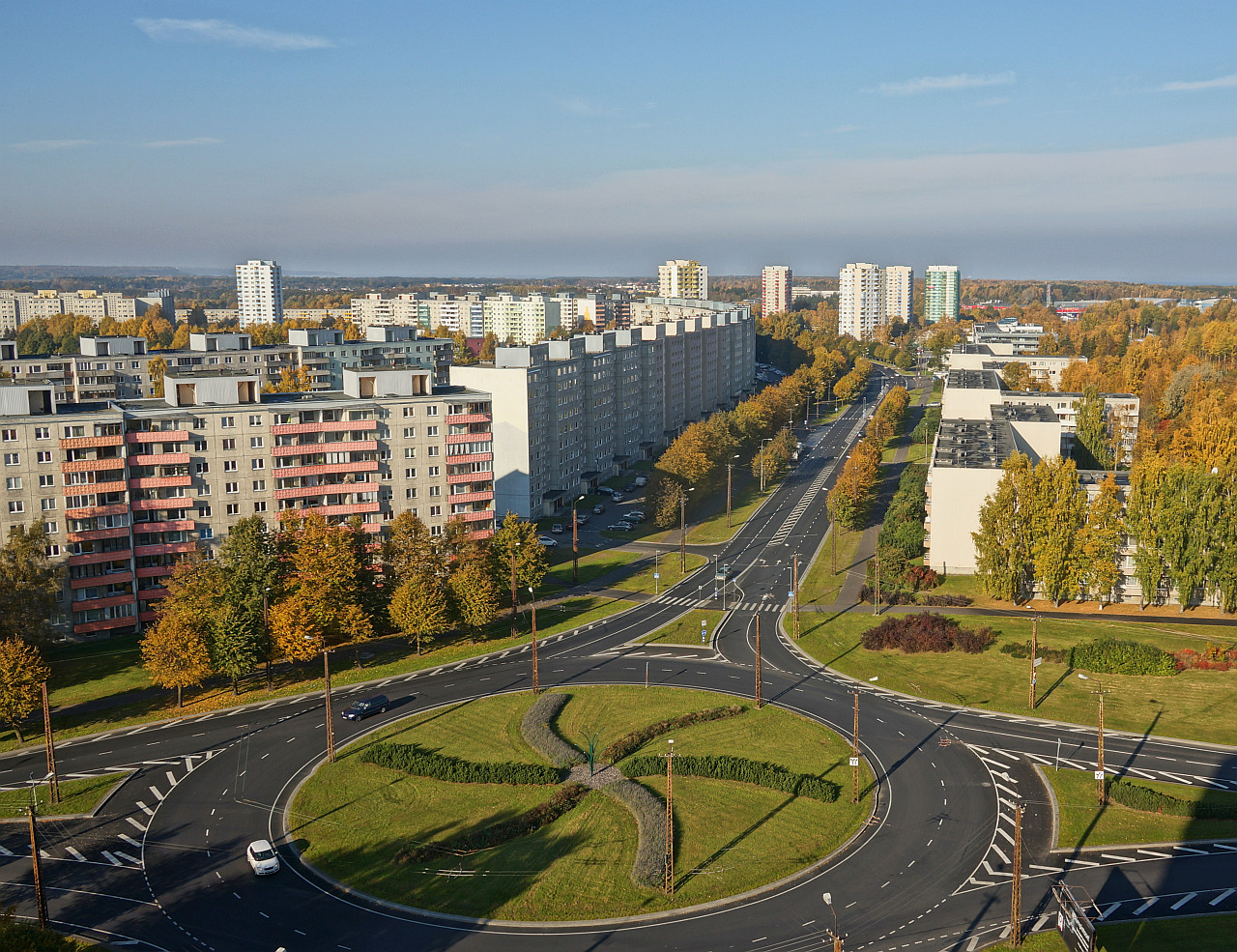
Väike-Õismäe.

Väike-Õismäe är en stadsdel i distriktet Haabersti i västra delen av Estlands huvudstad Tallinn. Befolkningen uppgick till 27 150 invånare i januari 2017. Namnet betyder "Lilla Blomkullen" på estniska. I vardagligt tal kallas området ofta bara Õismäe, vilket dock i administrativa sammanhang egentligen är namnet på en annan närbelägen stadsdel längre norrut vid kusten.
Den täta höghusbebyggelsen i Väike-Õismäe uppfördes mellan 1973 och 1984 och stadsdelen är en av de tre stora sovstäder som uppfördes omkring Tallinn under den sovjetiska epoken, tillsammans med Mustamäe och Lasnamäe. Området ritades av de estländska arkitekterna Malle Meelak och Mart Port och har formen av en ros sett från luften. I mitten ligger en konstgjord cirkelformad sjö som omges av skolor, förskolor, butiker och andra servicefunktioner. Utanför denna finns en ring av fem- till niovåningshus av prefabricerade betongelement. Mellan de större huskropparna finns stora grönytor och höghus med sexton våningar, med dels tegel- och dels betongfasader. Utanför områdets ringväg finns ett större område med fyravånings huslängor.
Väster om området ligger sjön Harku järv och direkt öster om området ligger stadsdelen Veskimetsa med Tallinns djurpark.